# Owain Glyndŵr
Pour les articles homonymes, voir Owen.
Owain Glyndŵr, né vers 1359 et mort vers 1416, est le dernier Gallois à se faire appeler « prince de Galles ». Descendant des princes de Powys par son père et de ceux de Deheubarth par sa mère, il déclenche la révolte contre l'emprise anglaise sur son pays. Il est aussi connu sous la forme anglicisée d'Owen Glendower, notamment dans Henri IV de Shakespeare.

## Biographie

### Origine
Owain Glyndŵr, seigneur de Glyndyfrdwy [ɡlɨnˈdəvrdʊɨ], n'appartient pas à la lignée princière du royaume de Gwynedd c'est un descendant de la dynastie du royaume de Powys issue de Bleddyn ap Cynfyn († 1075), demi-frère utérin de Gruffydd ap Llywelyn ap Seisyll et descendant en ligne féminine des dynasties de Gwynedd et de Dyfed/Deheubarth . Son père Gruffyd est le petit-fils de Gruffyd Fychan Ier († 1289) de Powys. sa mère Elen fille de Thomas ap Llywelyn de Ceredigion lui apporte en héritage un cantref ancestral en Edeirnion.

### Jeunesse
Glyndŵr naît dans une famille prospère de propriétaires terriens au Nord-Est du pays de Galles. Il fait partie de la petite noblesse anglo-galloise des Marches galloises, dans un milieu qui fait à la fois partie de la société anglaise et de la société galloise, occupant des fonctions importantes pour le compte des seigneurs des Marches tout en maintenant, dans la société galloise traditionnelle, leur propre statut de « uchelwyr », c’est-à-dire nobles descendant des dynasties royales d'avant la conquête.
Son père, Gruffudd Fychan (en) deuxième du nom, qui est tywysog (en) (prince) de Powys Fadog (la partie nord du Powys) et seigneur de Glyndyfrdwy, meurt peu après 1370, laissant Owain à sa mère Elen ferch Tomas ap Llywelyn de Deheubarth. Il semble qu'il ait eu un frère ainé, Madog, qui dut mourir en bas âge. 
Owain ap Gruffydd est élevé chez le seigneur Sir David Hanmer. De là on pense qu'il est envoyé à Londres pour étudier le droit aux Inns of Court. Il y étudie comme apprenti pendant sept ans, suffisamment pour y acquérir une bonne connaissance du droit, mais trop peu pour y être connu comme homme de loi. Il est probablement à Londres lors de la révolte paysanne de 1381. En 1383, de retour en Galles, il épouse la fille de Sir David, Margaret, et s'établit comme squire de Sycharth et Glyndyfrdwy.
En 1385, sous les ordres de Richard FitzAlan, comte d'Arundel il participe à la guerre que mène le roi d'Angleterre Richard II contre l'Écosse. En 1387, il participe à la bataille de Margate au large des côtes hollandaises[réf. nécessaire]. Survient la mort de Sir David en 1388, et Owain son exécuteur testamentaire rentre au pays de Galles s'occuper de ses biens. Pendant dix ans il vit dans le calme. Le barde Iolo Goch (Iolo le Rouge) qui le visite régulièrement dans les années 1390, écrit quelques odes à sa gloire, et célèbre sa générosité.

### Chute deRichard II
À la fin des années 1390, une série d'événements pousse Owain à la  rébellion. 
D'abord Richard II avait monté un plan pour consolider son emprise sur le royaume d'Angleterre et briser le pouvoir des seigneurs qui menaçaient constamment son autorité. Comme cela faisait partie de son plan, Richard commence à déplacer ses bases du sud-ouest vers l'ouest. Il établit une nouvelle principauté autour du comté de Cheshire et cherche à renforcer son pouvoir en Galles.

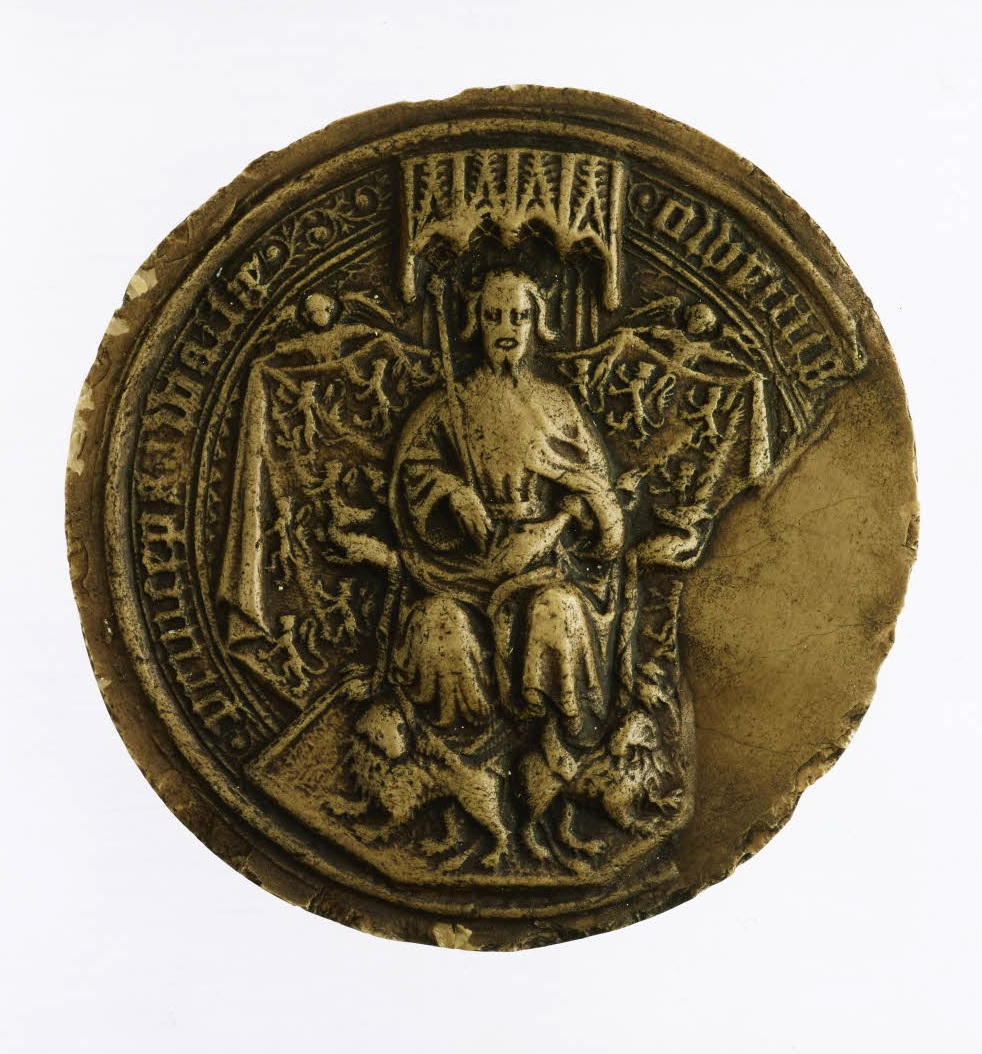
Sceau de majesté de Owain Glyndŵr, Archives nationales (France), SC/D10136

Le pays était divisé en États féodaux, évêchés, comtés, partiellement autonomes, et quelques territoires sous administration royale directe. Richard élimine ses rivaux et s'approprie leurs terres pour les distribuer à ses favoris. Ce faisant, il constitue une nouvelle classe de Gallois pour remplir les postes nouvellement créés dans ses nouveaux fiefs. Pour ces hommes les derniers jours du règne de Richard II représentaient des occasions à ne pas manquer. Mais pour la haute noblesse anglaise tout cela prouvait que Richard était devenu incontrôlable.
À l'été 1399, Henri Bolingbroke, héritier du duché de Lancastre, revient d'exil pour réclamer ses terres. Il lève une armée et marche à la rencontre du roi. Richard rentre en hâte d'Irlande pour régler l'affaire. Ils se rencontrent au château de Conwy, sur la côte nord du pays de Galles. Richard se retrouve arrêté. Il est fait prisonnier, d'abord à Chester, puis au château de Pontefract dans le Yorkshire.
Le Parlement dépose Richard le 30 septembre 1399 et proclame Henri roi. Richard meurt dans des circonstances mystérieuses à Pontefract en février 1400, mais sa mort reste non officielle quelque temps. 
En Galles, on demande pour la première fois aux hommes importants comme Owain de décider quel parti ils prenaient. Les Gallois soutenaient traditionnellement Richard, qui avait succédé à son père comme Prince de Galles. Richard disparu, les chances de promotion des Gallois devenaient tout à coup très réduites.

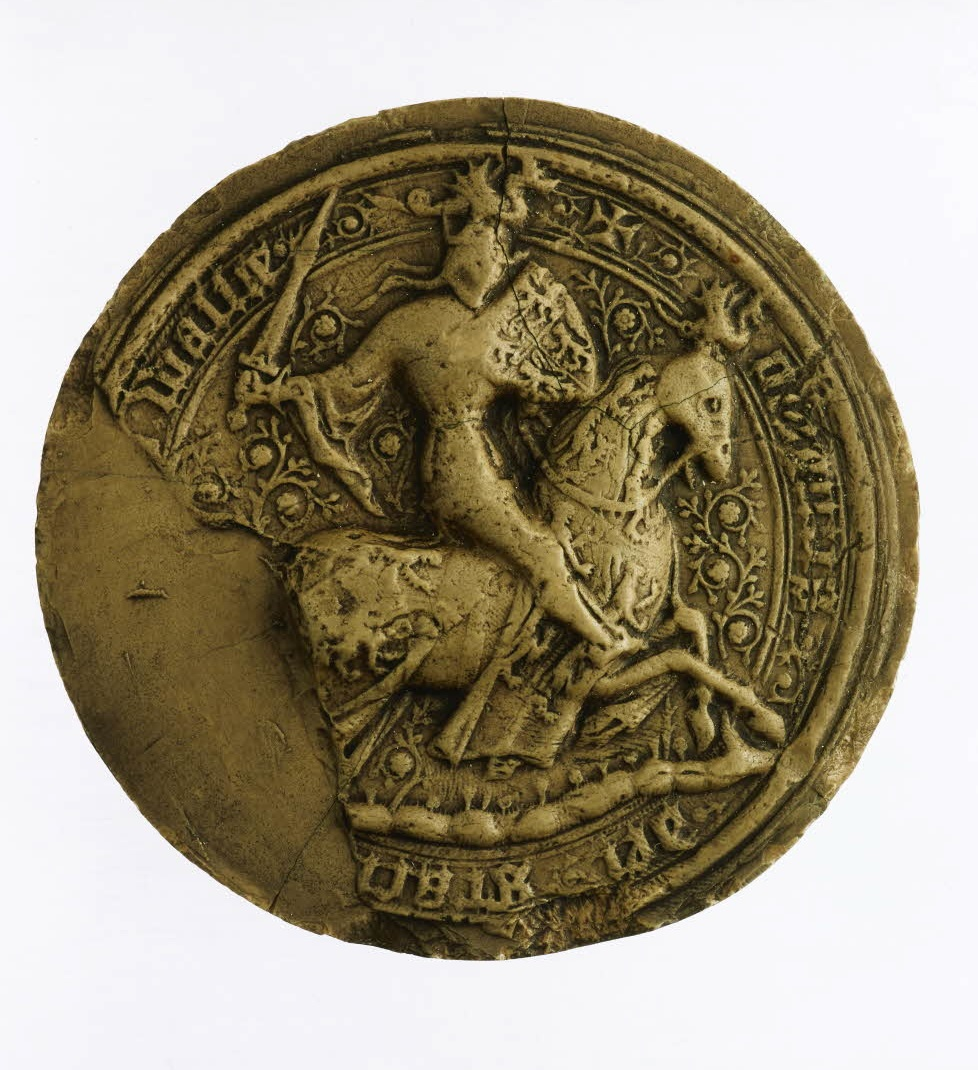
Sceau équestre de Owain Glyndŵr - Archives nationales (France)- SC-D10136-bis

### La querelle avec Reginald Grey
La révolte commence par une querelle avec le voisin d'Owain. La famille Grey de Dyffryn Clwyd est composée des seigneurs normands réputés être hostiles aux Gallois. Une vieille querelle les opposait à Glyndŵr. En 1399, il en appelle au Parlement pour résoudre l'affaire. Reginald Grey — ami du nouveau roi Henri — use de son influence pour faire rejeter cet appel. De plus il retient délibérément une sommation faite à Owain de rejoindre le roi lors de sa campagne militaire en Écosse. En droit, Owain était tenu de procurer des troupes. Le fait de ne pas y répondre équivalait à une trahison.

### La révolte d'Owain (1400-1415)
Pour un article plus général, voir Révolte des Gallois.

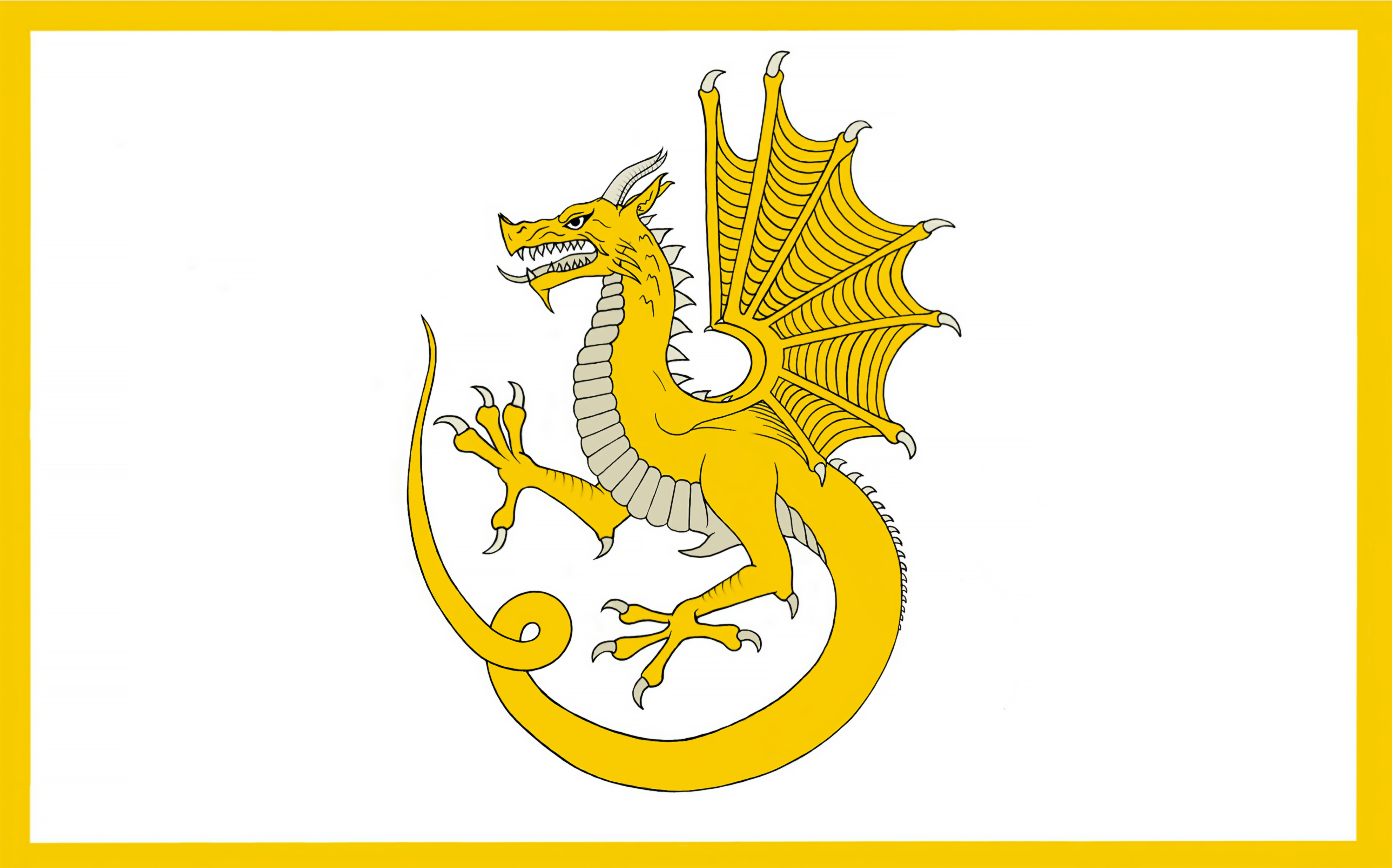
c.1400 - c.1416 Y Ddraig Aur, la bannière royale d'Owain Glyndŵr, prince de Galles, célèbre pour ses combats à Caernarfon lors de la bataille de Tuthill en 1401 contre les Anglais. Le dragon est un symbole national gallois.

Le 16 septembre 1400, Owain passe à l'action et est proclamé Prince de Galles par ses partisans. La déclaration était une révolution en soi. Les hommes d'Owain s'activent dans le nord-est du pays. Le 19 septembre, la forteresse de Reginald Grey à Ruthin est attaquée et presque détruite. Puis vient le tour de Denbigh, Rhuddlan, Flint, Hawarden, et Holt. Le 22 septembre, la ville d'Oswestry est mise à sac par un raid d'Owain. Le 24, Owain se dirige vers le sud. Au même moment, les frères Tudor d'Anglesey entament la guérilla contre les Anglais. Ces Tudors étaient une grande famille d'Anglesey très liée à Richard. Gwilym et Rhys ap Tudur avaient été capitaines des archers lors des  campagnes de Richard en Irlande. Ils font rapidement allégeance à leur cousin Owain Glyndŵr.

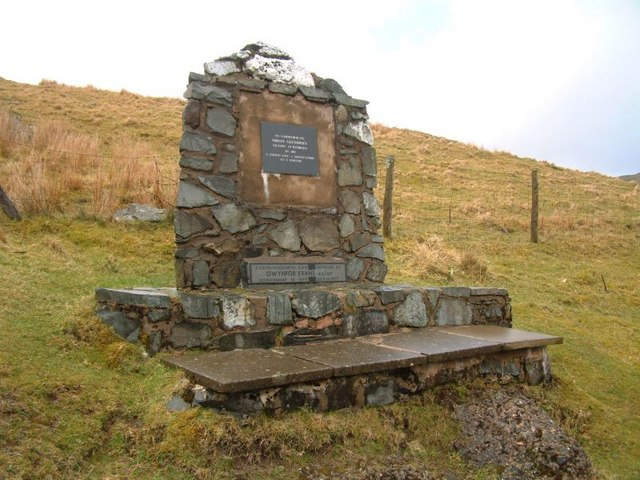
Monument de la victoire d'Owain Glyndŵr à Hyddgen.

Glyndŵr mène une guérilla efficace contre les troupes d'Henri IV et devient souverain effectif du pays de Galles en 1404, date de son couronnement. Il convoque la même année son premier Parlement. Soutenue par les Français ainsi que les nobles anglais en révolte contre Henri IV, la révolte s'essouffle à partir de 1406. Perdant peu à peu ses soutiens, Owain est chassé de ses places fortes en 1409. Il mène par la suite plusieurs raids et est mentionné pour la dernière fois dans la région de Snowdonia en 1412. Il rejette un pardon du roi Henri V en 1415. Il meurt aux alentours de 1416. L'autorité du roi d'Angleterre sur le pays de Galles à ce moment-là est alors fermement rétablie.